# Paragomphus z-viridum
Paragomphus z-viridum is een libellensoort uit de familie van de rombouten (Gomphidae), onderorde echte libellen (Anisoptera).
Paragomphus z-viridum is in 1955 voor het eerst wetenschappelijk beschreven door Fraser.